# Nesitaudyatajet
Nesitaudyatajet (Nesi-taudyat-ajet) fue una cantora de Amón-Ra y esposa del sumo sacerdote de Amón, Sheshonq II, hijo del faraón Osorkon I (antiguamente confundido con Sheshonq II). Fue la madre del príncipe y sacerdote denominado Osorkon D.
En dos papiros (Papiro Denon de San Petersburgo) Nesitaudyatajet y su hijo Osorkon aparecen mencionados. "Osorkon, el hijo del sumo sacerdote de Amón, Shohenq, hijo del rey Osorkon".
En 2025 se han estado haciendo estudios sobre representaciones egipcias de la Vía Láctea y el investigador Or Graur, profesor de astrofísica en la Universidad de Portsmouth ha descubierto, entre otros, en el ataúd de Nesitaudyatajet, pintada en su exterior a la diosa Nut recostada, cubierta de estrellas y con una línea oscura, ondulada, que recuerda a la Gran Grieta astronómica.